# Atheta
Atheta är ett släkte av skalbaggar som beskrevs av Thomson 1858. Atheta ingår i familjen kortvingar.

## Bildgalleri

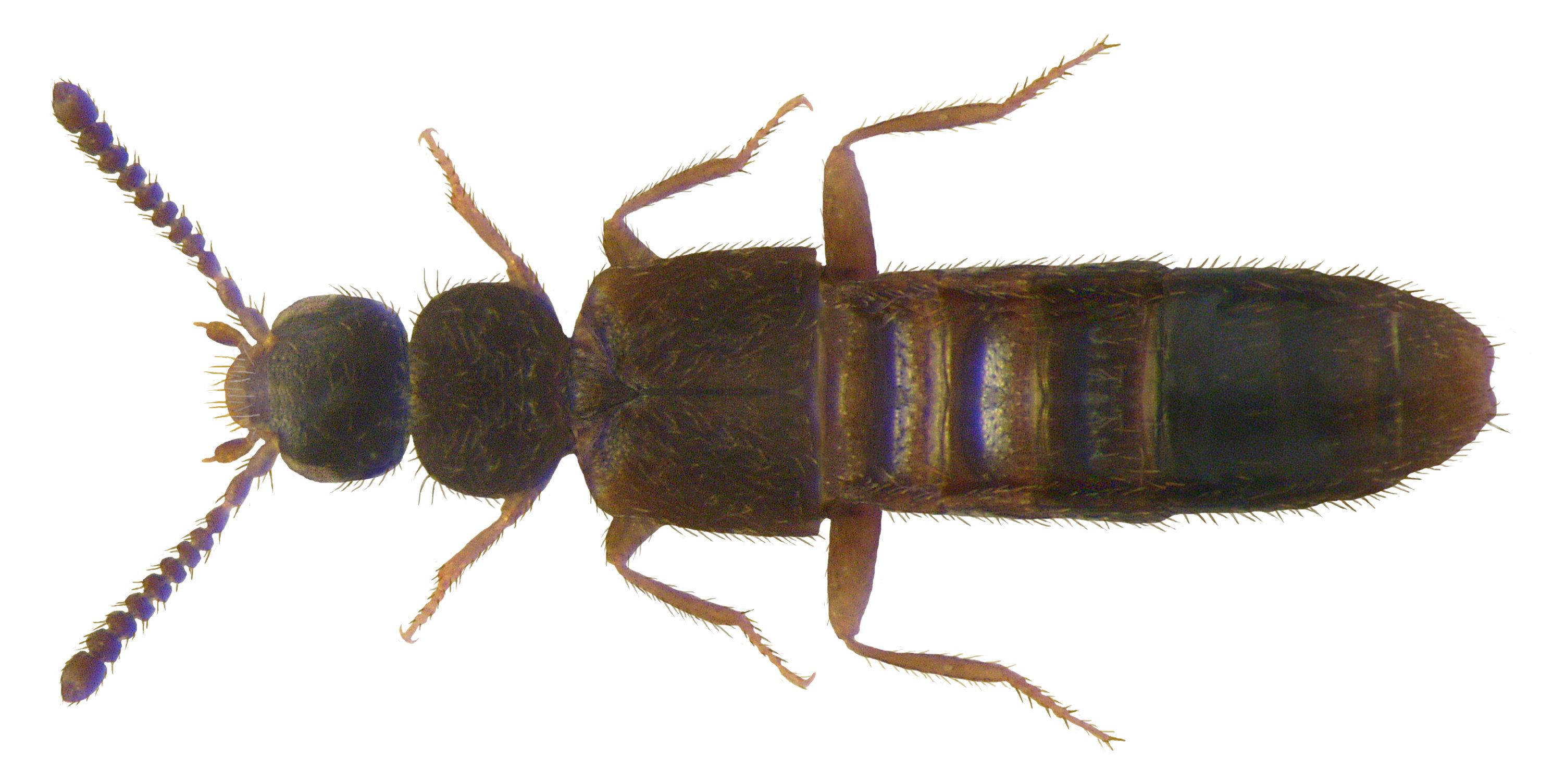
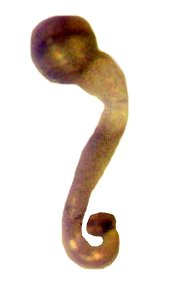
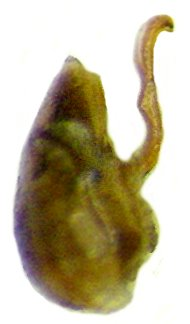
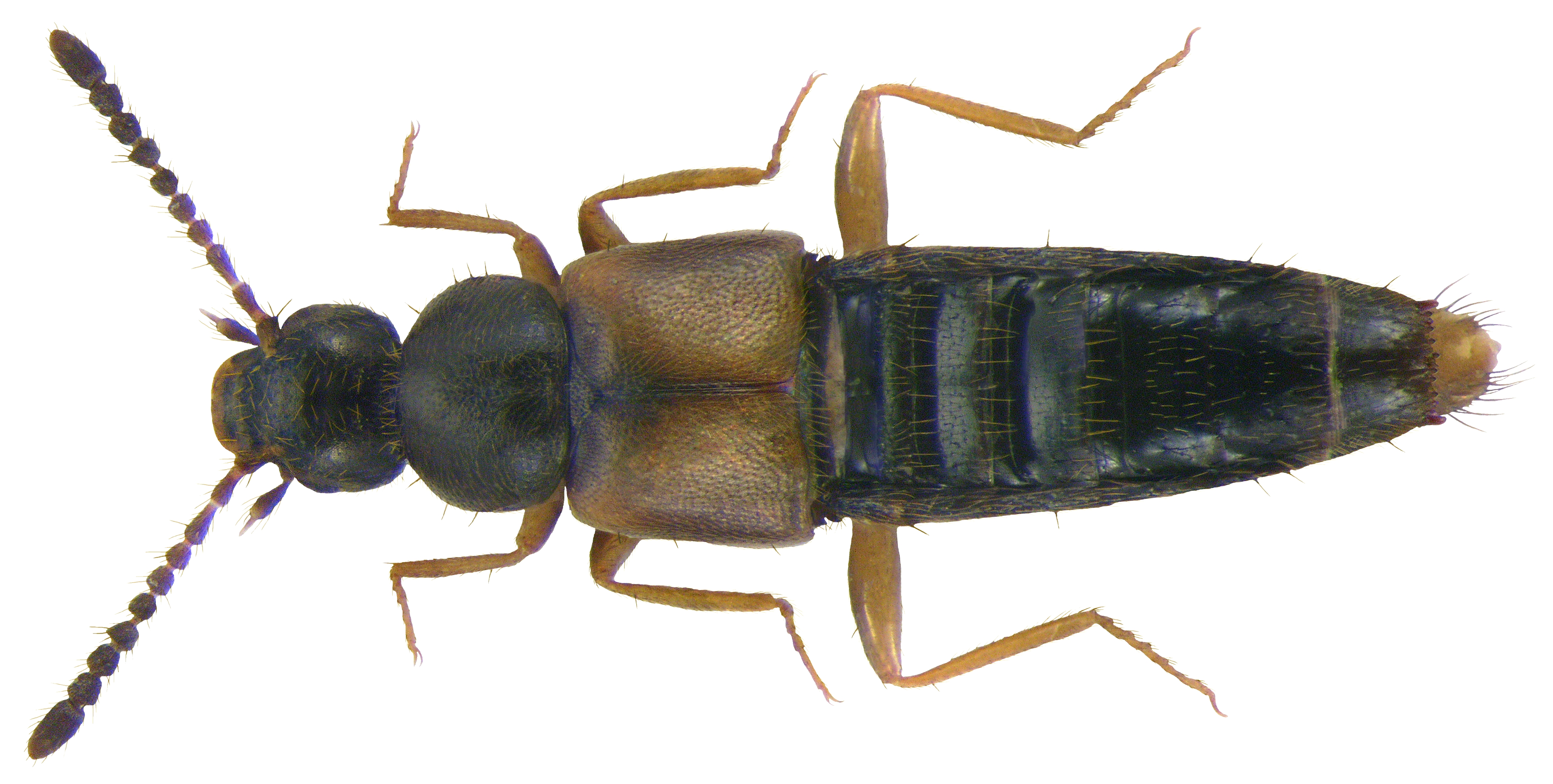
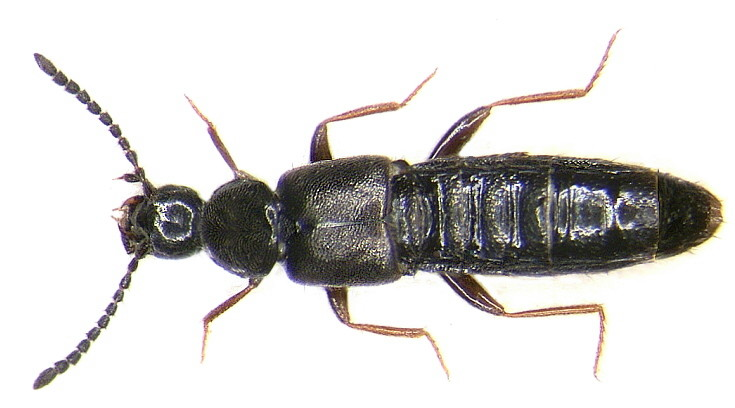
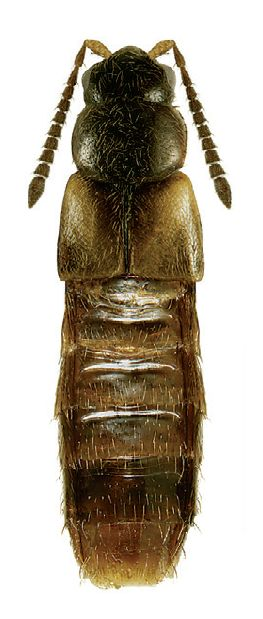

## Dottertaxa tillAtheta, i alfabetisk ordning[1][2]
- Atheta acutangula
- Atheta admista
- Atheta aemula
- Atheta aeneicollis
- Atheta aeneipennis
- Atheta alabama
- Atheta alamedana
- Atheta allocera
- Atheta altaica
- Atheta amblystegii
- Atheta amens
- Atheta amicula
- Atheta amplicollis
- Atheta annexa
- Atheta aquatica
- Atheta aquatilis
- Atheta astuta
- Atheta atomaria
- Atheta atomica
- Atheta atramentaria
- Atheta audens
- Atheta autumnalis
- Atheta bakeri
- Atheta baringiana
- Atheta basicornis
- Atheta benickiella
- Atheta bidenticauda
- Atheta blatchleyi
- Atheta boleticola
- Atheta boletophila
- Atheta boreella
- Atheta britanniae
- Atheta brumalis
- Atheta brunnea
- Atheta brunneipennis
- Atheta brunswickensis
- Atheta burwelli
- Atheta californica
- Atheta campbelli
- Atheta campbelliana
- Atheta canescens
- Atheta capsularis
- Atheta caribou
- Atheta castanoptera
- Atheta catula
- Atheta cauta
- Atheta celata
- Atheta centropunctata
- Atheta cheersae
- Atheta cinnamoptera
- Atheta circulicollis
- Atheta claricella
- Atheta clienta
- Atheta clientula
- Atheta concessa
- Atheta confusa
- Atheta contristata
- Atheta cornelli
- Atheta coruscula
- Atheta crassicornis
- Atheta crenulata
- Atheta crenuliventris
- Atheta cribripennis
- Atheta cryptica
- Atheta cursor
- Atheta dadopora
- Atheta dama
- Atheta delumbis
- Atheta demissa
- Atheta diffidens
- Atheta discipula
- Atheta disparilis
- Atheta districta
- Atheta diversa
- Atheta divisa
- Atheta dubiosa
- Atheta dwinensis
- Atheta ebenina
- Atheta ehnstroemi
- Atheta enitescens
- Atheta eremita
- Atheta esmeraldae
- Atheta europaea
- Atheta euryptera
- Atheta excellens
- Atheta excelsa
- Atheta fanatica
- Atheta fascinans
- Atheta fenyesi
- Atheta festinans
- Atheta ficta
- Atheta finita
- Atheta flavipes
- Atheta flaviventris
- Atheta formalis
- Atheta freta
- Atheta frigida
- Atheta frosti
- Atheta fulgens
- Atheta fulgida
- Atheta fulviceps
- Atheta fungi
- Atheta fungicola
- Atheta fungivora
- Atheta fusca
- Atheta gagatina
- Atheta ganglbaueri
- Atheta glabricula
- Atheta glabriculoides
- Atheta graminicola
- Atheta hampshirensis
- Atheta harwoodi
- Atheta hepatica
- Atheta hesperica
- Atheta heymesi
- Atheta hilaris
- Atheta holmbergi
- Atheta houstoni
- Atheta hybrida
- Atheta hyperborea
- Atheta hypnorum
- Atheta immunis
- Atheta impressipennis
- Atheta inanis
- Atheta incognita
- Atheta indubia
- Atheta inquinula
- Atheta insecuta
- Atheta insolida
- Atheta intecta
- Atheta intermedia
- Atheta invenusta
- Atheta irrita
- Atheta irrupta
- Atheta ischnocera
- Atheta islandica
- Atheta kansana
- Atheta keeni
- Atheta kerstensi
- Atheta klagesi
- Atheta laetula
- Atheta laevana
- Atheta laevicauda
- Atheta lagunae
- Atheta lapponica
- Atheta lateralis
- Atheta laticeps
- Atheta laticollis
- Atheta latifemorata
- Atheta liliputana
- Atheta limulina
- Atheta lippa
- Atheta liturata
- Atheta longiclava
- Atheta longicornis
- Atheta lucana
- Atheta lucifuga
- Atheta luctifera
- Atheta lymphatica
- Atheta macrocera
- Atheta macrops
- Atheta marcescens
- Atheta marcida
- Atheta marinica
- Atheta martini
- Atheta metlakatlana
- Atheta militaris
- Atheta mina
- Atheta minuscula
- Atheta modesta
- Atheta monticola
- Atheta munsteri
- Atheta myrmecobia
- Atheta nacta
- Atheta nanella
- Atheta nearctica
- Atheta negligens
- Atheta neomexicana
- Atheta nescia
- Atheta nesslingi
- Atheta nidicola
- Atheta nigra
- Atheta nigricornis
- Atheta nigrifrons
- Atheta nigripes
- Atheta nigrita
- Atheta nigritula
- Atheta novaescotiae
- Atheta nugator
- Atheta oblita
- Atheta obsequens
- Atheta occidentalis
- Atheta occulta
- Atheta olaae
- Atheta orbata
- Atheta ordinata
- Atheta oregonensis
- Atheta orphana
- Atheta pachycera
- Atheta pacifica
- Atheta paganella
- Atheta palleola
- Atheta pallidicornis
- Atheta pandionis
- Atheta paracrassicornis
- Atheta parapicipennis
- Atheta particula
- Atheta parvipennis
- Atheta pavidula
- Atheta pedicularis
- Atheta pennsylvanica
- Atheta perpera
- Atheta personata
- Atheta perversa
- Atheta pfaundleri
- Atheta picipennis
- Atheta picipennoides
- Atheta picipes
- Atheta pilicornis
- Atheta piligera
- Atheta pimalis
- Atheta pittionii
- Atheta platanoffi
- Atheta platonoffi
- Atheta praesaga
- Atheta pratensis
- Atheta procera
- Atheta promota
- Atheta properans
- Atheta prudhoensis
- Atheta pseudoatomaria
- Atheta pseudocrenuliventris
- Atheta pseudovilis
- Atheta pugnans
- Atheta puncticollis
- Atheta putrida
- Atheta quaesita
- Atheta ravilla
- Atheta reformata
- Atheta regenerans
- Atheta regissalmonis
- Atheta relicta
- Atheta remissa
- Atheta remulsa
- Atheta reposita
- Atheta restricta
- Atheta reticula
- Atheta ringi
- Atheta rurigena
- Atheta sana
- Atheta scapularis
- Atheta serrata
- Atheta setigera
- Atheta sitiens
- Atheta smetanai
- Atheta sodalis
- Atheta sordidula
- Atheta sparreschneideri
- Atheta sparsepunctata
- Atheta spatuloides
- Atheta stercoris
- Atheta stoica
- Atheta strandiella
- Atheta strigosula
- Atheta subglabra
- Atheta sublucens
- Atheta subplana
- Atheta subsinuata
- Atheta subterranea
- Atheta subtilis
- Atheta sundti
- Atheta surgens
- Atheta talpa
- Atheta taxiceroides
- Atheta temporalis
- Atheta tepida
- Atheta texana
- Atheta thulea
- Atheta tractabilis
- Atheta triangulum
- Atheta trinotata
- Atheta troglophila
- Atheta truncativentris
- Atheta tubericauda
- Atheta turpicola
- Atheta umbonalis
- Atheta unica
- Atheta unigena
- Atheta vacans
- Atheta weedi
- Atheta ventricosa
- Atheta vestita
- Atheta wireni
- Atheta wrangeli
- Atheta xanthopus
- Atheta zosterae